# Hydroptila abantica
Hydroptila abantica är en nattsländeart som beskrevs av Füsun Sipahiler 1996. Hydroptila abantica ingår i släktet Hydroptila och familjen smånattsländor. Inga underarter finns listade i Catalogue of Life.